# Bregenstedt

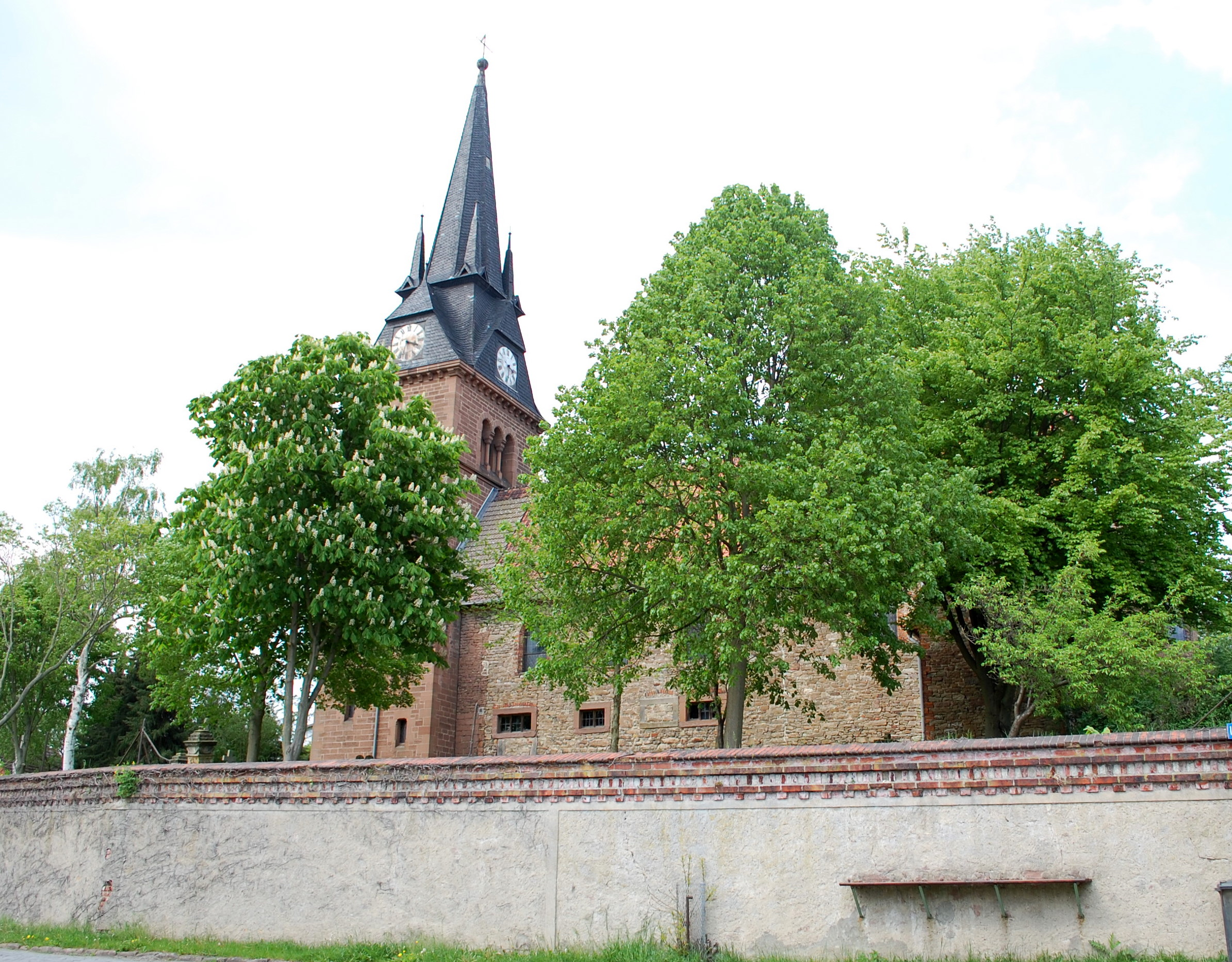
Dorfkirche Bregenstedt

Bregenstedt ist ein Ortsteil der Gemeinde Erxleben im Landkreis Börde in Sachsen-Anhalt.

## Geografie
Bregenstedt liegt ca. 7 km nördlich von Erxleben in der Magdeburger Börde.

## Geschichte
Bregenstedt wurde erstmals im Jahr 952 urkundlich erwähnt. Um 1220 Bredenstide und um 1270 bis in das 14. Jahrhundert Bredenstede genannt. Die Edelherren von Meinersen waren hier begütert. Um 1220 gaben sie aus ihrem Eigenbesitz 3 ½ Hufen Lehen an Adelheid von Emden. 1 ½ Hufen Lehen an Bruno von Eilsleben. 2 Wiesen und ½ Hufe Lehen um 1280 an Konrad von Bornstedt, der auch 1 Hofstelle Lehen der Edelherren in der späteren westlich gelegenen Wüstung Klein Bregenstedt (in minori Bredenstede) besaß.
Am 31. Dezember 2009 wurde die bis dahin selbstständigen Gemeinde Bregenstedt nach Erxleben eingemeindet. Bartensleben, Hakenstedt und Uhrsleben folgten einen Tag später.

## Wappen und Flagge
Das Wappen wurde am 11. September 1996 durch das Regierungspräsidium Magdeburg genehmigt.
Blasonierung: „Gespalten; vorn in Silber ein roter goldenbewehrter Adler am Spalt, hinten drei grüne Ähren nebeneinander.“
Die Wappendarstellung ist das Redesign eines bisher nicht bestätigten Bildsiegels. Durch den roten Adler am Spalt bekundet die Gemeinde ihre Zugehörigkeit zur Altmark. Alles, was südlich der Bever lag, wurde zur Börde und alles, was nördlich lag, zur Altmark gezählt. Um die "Grenzlage" hervorzuheben, wurde der rote Adler gewählt. Das alte Bregenstedter Siegel führte einen "Wilden Mann mit drei Roggenähren" als Siegelbild. Daraus wurden die drei Roggenähren entlehnt. Als gemeindespezifisch symbolisieren sie als Hauptfrucht auch noch einmal die Zugehörigkeit zur Altmark - gegenüber dem Weizen der fruchtbareren Börde.
Das Wappen wurde von der Magdeburger Heraldikerin Erika Fiedler gestaltet.
Die Flagge ist Grün - Weiß gestreift mit aufgelegtem Gemeindewappen.

## Bauwerke
Neben der Dorfkirche Bregenstedt gehört auch der Pfarrhof Bregenstedt und die Straßenzeile Im Winkel/Ölberg zu den denkmalgeschützten Gebäuden des Orts.

## Infrastruktur
Zur Bundesstraße 1, die Braunschweig mit Magdeburg verbindet, sind es in südlicher Richtung ca. 7 km. Die Bundesautobahn 2 (Anschlussstelle Eilsleben) wird nach 10 km erreicht.